# Michael J. Sandel
Michael J. Sandel (Minneapolis, 5 de março de 1953) é um filósofo, escritor, professor universitário, ensaísta, conferencista e palestrante estadunidense, que ficou reconhecido internacionalmente pelo seus livros Justiça: O que é fazer a coisa certa (2009) e Liberalismo e os limites da Justiça (1982). Seu mais recente livro chama-se a Tirania do Mérito: O que aconteceu com o bem comum? (2020).
Michael Sandel é responsável pelo curso Justice e desde 1980 é professor de filosofia política da Universidade Harvard, fazendo palestras e aulas no mundo todo, sempre questionando os princípios contemporâneos de justiça com frases e aforismos instigantes e reflexivos. Suas principais influências filosóficas são John Locke, Immanuel Kant, John Stuart Mill, John Rawls, Robert Nozick, Charles Taylor e Michael Walzer.
De origem judaica, foi morar em Los Angeles com 13 anos de idade, sendo presidente da classe "senior" da Palisades High School em 1971, graduado na Universidade de Brandel, obtendo bacharelado em Política (1975), concluiu o doutorado no Balliol College de Oxford, no Reino Unido. No Grupo Escolar Rhodes estudou a obra do filósofo canadense Charles Taylor.
Em 2014, esteve em Porto Alegre, no circuito de palestras do Fronteiras do Pensamento. Em 2016, ele esteve no Supremo Tribunal Federal, a convite do Ministro Luís Roberto Barroso para proferir palestra sobre "Ética Pública e Democracia".
Para ele, a filosofia não está nas doutrinas ou nas palavras requintadas, mas sim na sociedade, no cotidiano, no bairro Jardins ou na favela da Rocinha e, segundo ele, o fato de aproximarmos a filosofia da realidade, faz com que o interesse seja despertado em mais pessoas.